# Тамо доле (књига)
Тамоо доле (енгл. Down Under) је књига чији је аутор амерички писац Бил Брајсон. Дело представља хумористички путопис који приказује пишчева путовања кроз Аустралију. Прича уједно прати историјски развој овог континента, открића, људе, јединствене биљне и животињске врсте, обичаје и др. У САД и Канади књига је издата под називом In a Sunburned Country.